# فرودگاه شهرستان تپهنک–اسکس
فرودگاه تپهنک-اسکس کانتی (به انگلیسی: Tappahannock-Essex County Airport) یک فرودگاه همگانی است که یک باند فرود آسفالت دارد و طول باند آن ۱۳۱۱ متر است. این فرودگاه در کشور ایالات متحده آمریکا قرار دارد و در ارتفاع ۴۱ متری از سطح دریا واقع شده است.